# 산림박물관
산림박물관(山林博物館)은 산림과 임업에 관한 자료의 수집과 교육 및 현장학습, 표본 분류·동정, 수장, 전시 및 연구를 목적으로 설립된 산림청 국립수목원 소속의 국립박물관이다. 경기도 포천시 소흘읍 광릉수목원로 415 국립수목원 내에 위치하고 있다.

## 개요
건물은 철근콘크리트조 지하 1층, 지상 2층의 4,617m2(1,400평)로 외부는 국산석재인 화강암 등 근대 신재료를 사용하여 자연에 순응하는 한국 건축의 전통사상에 입각하여 건축하였다. 내부는 잣나무, 낙엽송 등의 광릉산 국산재를 사용하여 축조하였다. 박물관 전면 벽은 백제시대 벽화인 산수문전을 현대감각으로 그래픽하여 음각한 돌벽화로서 산, 나무, 물, 바위, 구름 등 자연을 조화있게 배열하여 표현하였다.
현관 입구 천장은 낙엽송 간벌재를 집성하여 구조물을 만들어 간벌소경재 이용의 좋은 사례를 보이고 있다.
입구 산림박물관 표석은 경남 산청군 시천면 동당리 하천에서 수집한 화강암에 음각하였으며 “□”자형 건물의 중정에는 암석표본 34종을 전시하였다.

## 같이 보기
- 산림청
- 국립수목원
- 산림동물원
- 대한민국의 박물관과 미술관 목록
- 대한민국의 국립 박물관 목록